# Необычные подозреваемые
«Необычные подозреваемые» (англ. «Unusual Suspects») — 3-й эпизод 5-го сезона сериала «Секретные материалы». Премьера состоялась 16 ноября 1997 года на телеканале FOX. Эпизод принадлежит к типу «монстр недели» и не связан с основной «мифологией сериала», заданной в первой серии. Режиссёр — Ким Мэннэрс, автор сценария — Винс Гиллиган, приглашённые актёры — Ричард Белзер, Сайни Коулман, Стивен Уильямс.
Название эпизода и выпущенный постер отсылают к фильму 1995 года «Подозрительные лица» (англ. The Usual Suspects).
В США серия получила рейтинг домохозяйств Нильсена, равный 13,0, который означает, что в день выхода серию посмотрели 21,72 миллиона человек.
Главный герой серии — Фокс Малдер (Дэвид Духовны), агент ФБР.

## Сюжет
В данном эпизоде происходит первая встреча Малдера и Одиноких стрелков. В 1989 году двое продавцов-компьютерщиков и федеральный служащий на выставке электроники сталкиваются с девушкой, Сьюзан Модески, которая убегает от правительственных сил и агента ФБР Фокса Малдера. Оказывается, что она вооружена, но доказывает троице то, что она участвовала в тайных правительственных проектах, связанных с химическим оружием, и решила прекратить этим заниматься. Эту историю троица рассказывает после того, как их находят на складе, где в одной из коробок лежит голый Фокс Малдер и повторяет: «Они здесь».